# فرد كيندال
فرد كيندال (بالإنجليزية: Fred Kendall) هو لاعب كرة قاعدة أمريكي، ولد في 31 يناير 1949 في توررانسي في الولايات المتحدة.

## وصلات خارجية
- فرد كيندال على موقعبيزبول رفرنس.كوم (الدوري الرئيسي) (الإنجليزية)
- فرد كيندال على موقعبيزبول رفرنس.كوم (الدوري الثانوي) (الإنجليزية)
- فرد كيندال على موقع مشجعي الرسوم البيانية (الإنجليزية)